# Chioneosoma baadeni
Chioneosoma baadeni is een keversoort uit de familie bladsprietkevers (Scarabaeidae). De wetenschappelijke naam van de soort is voor het eerst geldig gepubliceerd in 1886 door Brenske.